# 米奥米尔·乌多维契基
米奥米尔·乌多维契基，南斯拉夫、塞尔维亚外交官，历任驻华大使、驻北约大使。

## 生平
1981至1982年，乌多维契基在北京语言大学学习。1985年，乌多维契基到南斯拉夫社会主义联邦共和国驻中华人民共和国大使馆工作，任二等秘书，开始了其职业生涯。之后回国任外交部副部长和部长的秘书室室长（Chief of Cabinet）。
经过在印度新德里和英国伦敦的驻外工作之后，乌多维契基于2006年1月1日被任命为塞尔维亚共和国驻中华人民共和国特命全权大使，2006年6月28日向中华人民共和国主席胡锦涛递交国书。同时他也兼任塞尔维亚驻朝鲜、蒙古国和巴基斯坦的非常驻大使。乌多维契基有“中国通”之称。
乌多维契基于2013年1月1日自驻华大使岗位离任后，曾任外交部安全事务助理部长（Assistant Minister of Foreign Affairs for Security Policy）和塞尔维亚加入欧盟谈判第31章节工作组组长等职。2014年，乌多维契基被任命为塞尔维亚共和国常驻北大西洋公约组织代表团大使（Head of the Serbian Mission to NATO）。

## 著作
2010年，其自传体小说《朝东走到西》被译成中文出版。